# Station Haywards Heath
Haywards Heath is een spoorwegstation van National Rail in Haywards Heath, Mid Sussex in Engeland. Het station is eigendom van Network Rail en wordt beheerd door Southern. 

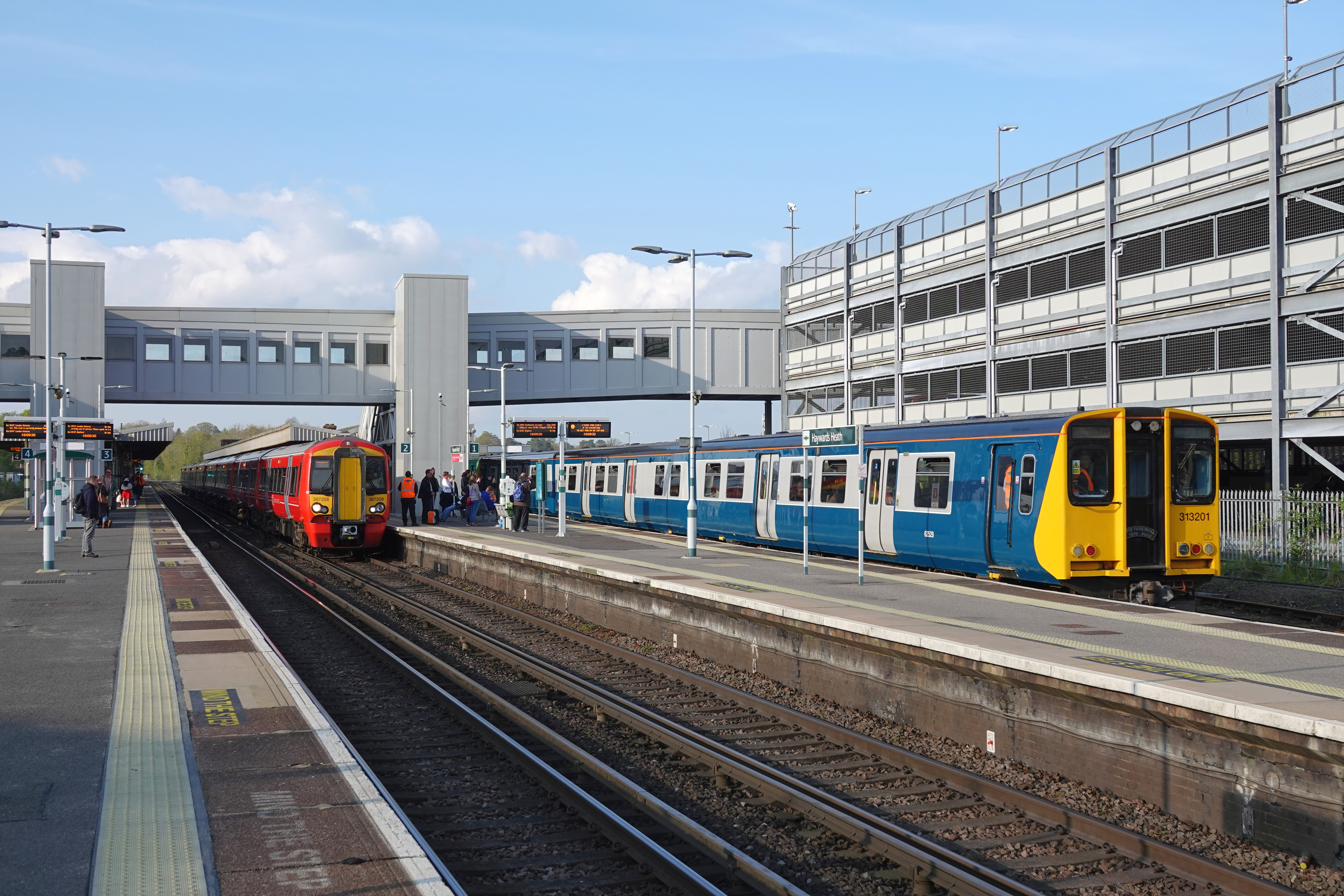
Perrons